# شهرداری سسواین
شهرداری سسواین (به لاتین: Cesvaine Municipality) یک شهرداری در کشور لتونی است. شهرداری سسواین ۳٬۱۷۲ نفر جمعیت دارد.